# 1972 год в музыке

## События
- Январь — Алла Пугачёва становится солисткой эстрадного джазового оркестра под управлением Олега Лундстрема.
- 9 апреля — В Дворце культуры шахтёров Воркуты состоялся первый сольный концерт Валерия Леонтьева.
- 14-28 сентября — состоялись первые зарубежные гастроли Аллы Пугачёвой. В составе оркестра Олега Лундстрема певица приняла участие в фестивале джаза в городе Лёндек-Здруй в Польше.
- Клаус Шульце начинает сольную карьеру.

## Выпущенные альбомы
См. также категорию музыкальных альбомов 1972 года.
- Ta det som ett löfte…..ta det inte som ett hot (Nationalteatern)
- 666 (Aphrodite’s Child)
- Birds of Fire (Джон Маклафлин и Mahavishnu Orchestra)
- Black Sabbath, Vol. 4 (Black Sabbath)
- Carlos Santana & Buddy Miles! Live! (Карлос Сантана и Бадди Майлз)
- Caravanserai (Santana)
- Chicago V (Chicago)
- Close to the Edge (Yes)
- Conception Vessel (Paul Motian)
- Crystal Silence (Чик Кориа и Гэри Бёртон)
- Demons & Wizards (Uriah Heep)
- Deserted Palace (Жан-Мишель Жарр)
- Ege Bamyasi (Can)
- Er più — Storia d’amore e di coltello (Адриано Челентано)
- Exile on Main St — The Rolling Stones
- Expectations (Кит Джарретт)
- Foxtrot (Genesis)
- Harvest (Нил Янг)
- I mali del secolo (Адриано Челентано)
- Irrlicht (Клаус Шульце)
- Last Autumn’s Dream (Jade Warrior)
- Live at Max’s Kansas City (The Velvet Underground)
- Living in the Past (Jethro Tull)
- Lonesome Crow (Scorpions)
- Machine Head (Deep Purple)
- Made in Japan (Deep Purple)
- Music Of My Mind (Стиви Уандер)
- Never Get Out Of These Blues (Джон Ли Хукер)
- Obscured by Clouds (Pink Floyd)
- Octopus (Gentle Giant)
- Procol Harum Live with the Edmonton Symphony Orchestra (Procol Harum)
- Return to Forever (Чик Кориа)
- Slayed? — Slade
- Some Time In New York City (Джон Леннон и Йоко Оно)
- Talking Book (Стиви Уандер)
- The Magician’s Birthday (Uriah Heep)
- The Rise and Fall of Ziggy Stardust and the Spiders from Mars (Дэвид Боуи)
- Thick as a Brick (Jethro Tull)
- Three Friends (Gentle Giant)
- To Whom It May Concern (The Bee Gees)
- Trilogy (Emerson, Lake & Palmer)
- Waterloo Lily (Caravan)
- Young, Gifted And Black (Арета Франклин)
- E Pluribus Funk (Grand Funk Railroad)

## Лучшие песни года
- «Superstition» (Стиви Уандер)
- «Love and Happiness» (Эл Грин)
- «Papa Was a Rollin' Stone» (The Temptations)
- «Lean On Me» (Билл Уизерс)
- «Walk on the Wild Side» (Лу Рид)
- «Rocket Man» (Элтон Джон)
- «All the Young Dudes» (Mott the Hoople, автор — Дэвид Боуи)
- «Sail Away» (Рэнди Ньюман)
- «I’ll Take You There» (The Staple Singers)
- «Ziggy Stardust» (Дэвид Боуи)
- «You Are the Sunshine of My Life» (Стиви Уандер)
- «Heart of Gold» (Нил Янг)
- «School’s Out» (Элис Купер)
- «Thirteen» (Big Star)
- «Tumbling Dice» (The Rolling Stones)
- «Smoke on the Water» (Deep Purple)

## Продажи
- Самый продаваемый альбом в США (Billboard Top 200) — «Harvest» (Нил Янг)
- Самый продаваемый альбом в Великобритании — «Greatest Hits» (Simon & Garfunkel)
- Самый продаваемый сингл в США (Billboard Hot 100) — «The First Time Ever I Saw Your Face» (Роберта Флэк)
- Самый продаваемый сингл в Великобритании — «I’d Like to Teach the World to Sing» (The New Seekers)

## Награды
- «Грэмми» за альбом года — Джордж Харрисон, Фил Спектор, Эрик Клэптон, Боб Дилан, Рави Шанкар и др. за «The Concert for Bangla Desh»
- «Грэмми» за запись года — Роберта Флэк за «The First Time Ever I Saw Your Face»
- «Грэмми» за песню года — «The First Time Ever I Saw Your Face»

### Зал славы авторов песен
- Харольд Адамсон[англ.][1]
- Берт Бакарак[2]
- Леонард Бернстайн[3]
- Джерри Бок[4]
- Нед Вашингтон[5]
- Хейвен Гиллеспи[6]
- Джонни Грин[англ.][7]
- Ховард Дитц[англ.][8]
- Хэл Дэвид[9]
- Джек Йеллен[англ.][10]
- Сэмми Кан[11]
- Тед Колер[12]
- Джон Фредерик Кутс[англ.][13]
- Эдгар Лесли[англ.][14]
- Фредерик Лоу[15]
- Бертон Лэйн[16]
- Джозеф Мейер[англ.][17]
- Митчелл Пэриш[англ.][18]
- Энди Разаф[19]
- Лео Робин[англ.][20]
- Пит Сигер[21]
- Карл Сигман[22]
- Ирвинг Сизар[23]
- Джул Стайн[24]
- Пол Фрэнсис Уэбстер[25]
- Мэйбл Уэйн[англ.][26]
- Сэмми Файн[27]
- Артур Фрид[28]
- Йип Харбург[29]
- Шелдон Харник[англ.][30]
- Артур Шварц[англ.][31]
- Милтон Эйгер[англ.][32]

### Зал славы кантри
- Джимми Дэвис[33]

## Родились

### Февраль
- 17 февраля
  - Билли Джо Армстронг — американский певец, музыкант и автор песен, вокалист и гитарист группы Green Day
  - Ларс-Йёран Петров (ум. 2021) — шведский певец, вокалист группы Entombed
  - Тейлор Хокинс (ум. 2022) — американский рок-музыкант, барабанщик группы Foo Fighters
- 29 февраля — Дейв Уильямс (ум. 2002) — американский певец, вокалист группы Drowning Pool

### Март
- 17 марта — Шон Прайс (ум. 2015) — американский рэпер, участник группы Heltah Skeltah[англ.]
- 23 марта — Mutabor — российский рэп-исполнитель, битбоксер, музыкальный продюсер, битмейкер, диджей, композитор, аранжировщик, звукорежиссёр. Участник и автор музыки рэп-групп D.M.J., «Мальчишник» и «Дубовый Гай», а также проекта «Барбитура»

### Апрель
- 8 апреля — Пол Грей (ум. 2010) — американский музыкант, основатель и басист группы Slipknot
- 19 апреля — Ирина Нельсон — российская певица, автор песен и музыкальный продюсер, основательница и солистка группы Reflex

### Май
- 4 мая — Майк Дёрнт — американский музыкант, басист группы Green Day
- 14 мая — Татьяна Снежина (ум. 1995) — российская поэтесса, певица и композитор
- 18 мая — Александр Куллинкович (ум. 2018) — советский и белорусский рок-музыкант, актёр, журналист и поэт, основатель и вокалист группы «Нейро Дюбель»
- 21 мая — The Notorious B.I.G. (ум. 1997) — американский рэпер и автор песен

### Июнь
- 8 июня — Александр Красовицкий — российский певец и музыкант, вокалист группы «Animal ДжаZ»
- 9 июня — Константин Ступин (ум. 2017) — советский и российский рок-музыкант и автор-исполнитель, лидер группы «Ночная трость»
- 22 июня — Ольга Лозовая (ум. 2018) — советская и российская актриса и певица

### Июль
- 14 июля — Евгений Чичерин (ум. 1999) — советский и российский музыкант и автор песен, лидер группы «Хмели-Сунели»

### Август
- 6 августа — Джери Халлиуэлл — британская певица и автор песен, участница группы Spice Girls

### Сентябрь
- 2 сентября — Лёва Би-2 — белорусский и российский рок-музыкант и автор песен, основатель, вокалист и гитарист группы «Би-2»
- 6 сентября — Аника Нони Роуз — американская актриса и певица
- 21 сентября — Дэвид Сильверия — американский музыкант, барабанщик группы Korn
- 27 сентября — Гвинет Пэлтроу — американская актриса и певица
- 28 сентября — Дита фон Тиз — американская танцовщица, певица и фотомодель

### Октябрь
- 17 октября
  - Таркан — турецкий певец, автор песен и музыкальный продюсер
  - Эминем — американский рэпер, продюсер и автор песен

### Ноябрь
- 16 ноября — Мисси Пайл — американская актриса и певица
- 21 ноября — Евгений Пьянов (ум. 1999) — российский рок-музыкант, гитарист и басист группы «Гражданская оборона»

### Декабрь
- 9 декабря — Тре Кул — американский музыкант, барабанщик группы Green Day
- 10 декабря — Брайан Молко — британский певец и музыкант, вокалист и гитарист группы Placebo
- 22 декабря — Ванесса Паради — французская певица, актриса и фотомодель
- 29 декабря — Тарас Силенко (ум. 2021) — украинский кобзарь

### Без точной даты
- Зилан Тигрис (ум. 2023) — турецкая певица

## Скончались
- 19 января — Софья Акимова (84) — русская и советская оперная и камерная певица (лирико-драматическое сопрано) и музыкальный педагог
- 27 января — Махалия Джексон (60) — американская певица
- 3 апреля — Ферд Грофе[англ.] (80) — американский композитор, аранжировщик и пианист
- 13 июня — Клайд Макфаттер (39) — американский певец, вокалист группы The Drifters
- 29 августа
  - Лале Андерсен (67) — немецкая певица и автор песен
  - Сидни Клэр[англ.] (80) — американский комедиант, танцор и композитор
- 11 ноября — Берри Оукли (24) — американский музыкант, басист группы The Allman Brothers Band
- 12 ноября — Рудольф Фримль (92) — чешский и американский композитор и пианист
- 19 ноября — Евгений Адамцевич (68) — советский украинский бандурист и композитор
- 30 ноября — Ханс Эрих Апостель (71) — немецкий и австрийский композитор и музыковед
- 4 декабря — Николай Аладов (81) — белорусский советский композитор и музыкальный педагог
- 15 декабря — Герберт Аймерт (75) — немецкий музыковед, музыкальный критик и композитор
- без точной даты — Хафиз Али Хан (83/84) — индийский музыкант, композитор и музыкальный педагог